# انتخابات ریاست‌جمهوری تاجیکستان (۲۰۰۶)
انتخابات ریاست جمهوری در تاجیکستان در ۶ نوامبر ۲۰۰۶ برگزار شد.  نتیجه این انتخابات، پیروزی قاطع امامعلی رحمانوف رئیس جمهور فعلی بود که پس از کسب ۸۰ درصد آرا، برای سومین دوره پیاپی موفق شد به عنوان ریاست جمهوری دست یابد. 

## نامزدهای
پنج نامزد در انتخابات شرکت کردند:
- امام‌علی رحمان - رئیس جمهور فعلی و عضو حزب مسلط دموکراتیک خلق تاجیکستان. مقررات قانون اساسی که رحمان را از کاندید شدن بیشتر منع می‌کرد، به‌طور بحث‌انگیزی حذف شد.
- عبدالحلیم غفورف - به عنوان نماینده حزب سوسیالیست ثبت‌نام کرده است، اگرچه این حزب سوسیالیست اصلی نیست که از ثبت نامش رد شده است.
- امیر قراقولف - حزب کشاورزی
- عالم بابایف - حزب اصلاحات اقتصادی
- اسماعیل طلبک‌اف - حزب کمونیست تاجیکستان

حزب رنسانس اسلامی تاجیکستان ، حزب دمکرات و حزب سوسیال دموکرات همگی انتخابات را تحریم کردند. آنها از دستگاه انتخاباتی کشور به عنوان دستگاهی غیرقابل اعتماد انتقاد کردند و از پذیرش تغییرات قانون اساسی که به امام‌علی رحمان (رئیس جمهور پیشین) این اجازه را می‌داد تا برای سومین دوره پیاپی نامزد شود، خودداری کردند.

## پویش
اجتماع و ائتلاف احزاب مخالف رحمانوف رسما شکست خورد.  به گزارش بی‌بی‌سی،  هیچ یک از چهار نامزد مخالف رحمانوف علناً از او انتقاد نکرده‌اند و سازمان امنیت و همکاری اروپا معتقد است که "تاکنون هیچ نشانه ای از یک کارزار رقابتی مشاهده نشده است." 

## نظارت
در هر صورت، سازمان ناظران انتخابات کشورهای مستقل مشترک المنافع معتقد بود این انتخابات "قانونی، آزاد و شفاف" است، در حالی که سازمان امنیت و همکاری اروپا آن را محکوم کرد و این انتخابات "ناقص و ناعادلانه اما صلح آمیز" خوانده شده بود. 

## نتایج
علی‌رغم تحریم این انتخابات توسط احزاب گوناگون، حدود ۹۰٪ از واجدین شرکت در انتخابات، در این دوره شرکت کردند. کل واجدین شرایط اندکی کمتر از ۳ میلیون و چهارصد هزار نفر بودند.

| کاندیدا                | کاندیدا                | حزب                    | آراء      | ٪      |
| ---------------------- | ---------------------- | ---------------------- | --------- | ------ |
|                        | امام‌علی رحمان          | حزب دموکراتیک خلق      | ۲٬۴۱۹٬۱۹۲ | ۸۰٫۳۴  |
|                        | عالم بابایف            | حزب اصلاحات اقتصادی    | ۱۹۰٬۱۳۸   | ۶٫۳۱   |
|                        | اسماعیل طلبک‌اف         | حزب کمونیست            | ۱۵۹٬۴۹۳   | ۵٫۳۰   |
|                        | امیر قراقولف           | حزب کشاورزی            | ۱۵۶٬۹۹۱   | ۵٫۲۱   |
|                        | عبدالحلیم غفارف        | حزب سوسیالیست          | ۸۵٬۲۹۵    | ۲٫۸۳   |
| کل                     | کل                     | کل                     | ۳٬۰۱۱٬۱۰۹ | ۱۰۰٫۰۰ |
|                        |                        |                        |           |        |
| آراء معتبر             | آراء معتبر             | آراء معتبر             | ۳٬۰۱۱٬۱۰۹ | ۹۸٫۷۰  |
| آراء نامعتبر/سفید      | آراء نامعتبر/سفید      | آراء نامعتبر/سفید      | ۳۹٬۵۲۹    | ۱٫۳۰   |
| کل آراء                | کل آراء                | کل آراء                | ۳٬۰۵۰٬۶۳۸ | ۱۰۰٫۰۰ |
| رأی‌دهندگان ثبت‌نام کرده | رأی‌دهندگان ثبت‌نام کرده | رأی‌دهندگان ثبت‌نام کرده | ۳٬۳۵۶٬۲۲۱ | ۹۰٫۹۰  |
| منبع: OCSE             |                        |                        |           |        |